# لودولف فان ساولن
لودولف فان ساولن (بالألمانية: Ludolph van Ceulen) (28 يناير 1540-31 دجنبر 1610) هو عالم رياضيات ألماني هاجر إلى هولندا.

## قيمة العدد π
قضى فان ساولن معظم حياته في حساب قيم مقربة من π. استعمل بشكل أساسي نفس الطريقة التي استعملها أرخميدس قبله بسبعة عشر قرنا، لتحديد قيمة مقربة للعدد π.
في عام 1596، نشر فان ساولن كتابا عنوانه Van den circkel (حول الدائرة)، كتب فيه عشرين رقما بعد الفاصلة للعدد π، محطما بذلك الرقم القياسي العالمي آنذاك والذي كان بحوزة عالم الرياضيات غياث الدين الكاشي. غياث الدين الكاشي نشر كتابا في عام 1424، حدد فيه ستة عشر رقما بعد الفاصلة للعدد π.
بعد ذلك ببعض سنين وبالتحديد، بين عام 1603 و 1620، تمكن فان ساولن من حساب قيمة هذا الأخير إلى 35 رتبة عشرية:
3.14159265358979323846264338327950288...,
و بقي هذا التقريب هو الأدق في العالم لمدة 30 سنة.
تمكن فان ساولن من الوصول إلى هذا الهدف باعتبار متعدد أضلاع منتظم عدد أضلعه يساوي 262 ضلعا، بينما اعتبر الكاشي متعدد أضلاع يساوي عدد أضلاعه 3 * 228.

## ماذا ورّث ؟
بعد وفاته، نُحت عدد لودولف
3.14159265358979323846264338327950288...
(أي العدد π مكتوبا بخمس وثلاثين رقما بعد الفاصلة) على قبره.
في ألمانيا، يُشار في بعض الأحيان إلى العدد π باسم عدد لودولف.

## مراجع

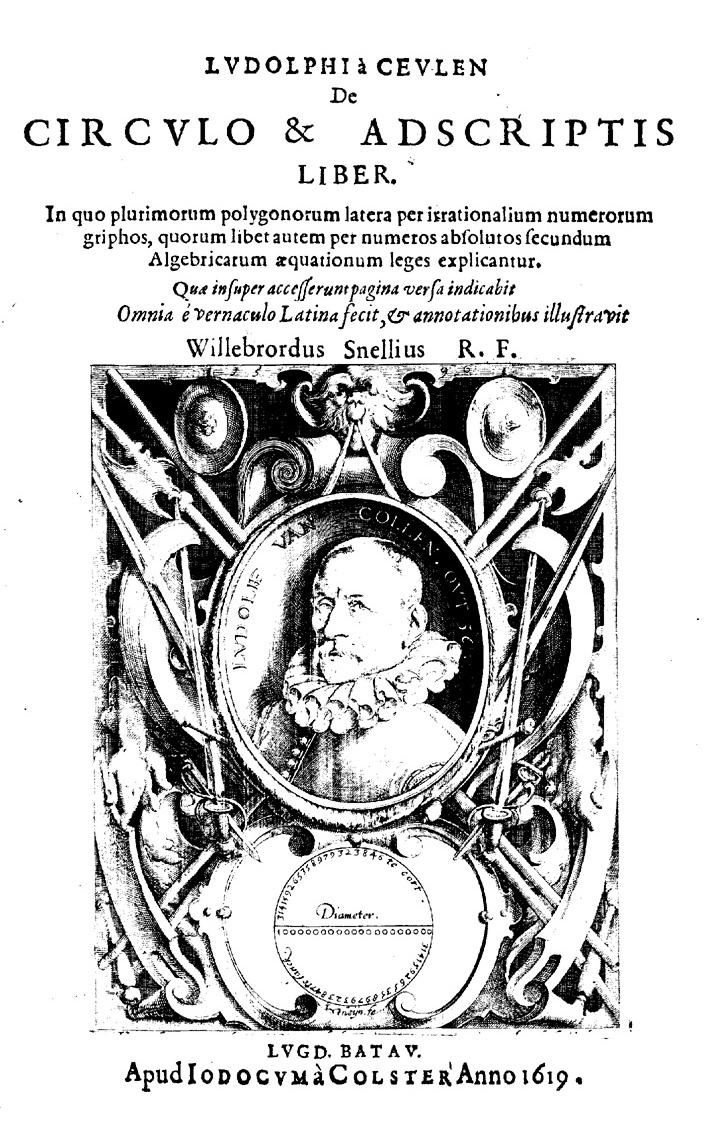
De circulo & adscriptis liber (1619)